# Belmont (Haute-Marne)
Belmont település Franciaországban, Haute-Marne megyében. Lakosainak száma 48 fő (2022. január 1.). Belmont Genevrières, Saulles, Champlitte, Tornay és Champsevraine községekkel határos.

## Népesség
A település népességének változása:
| Lakosok száma | 95   | 59   | 59   | 54   | 48   | 54   | 57   | 58   | 54   | 48   |
|               | 1968 | 1982 | 1990 | 2006 | 2013 | 2015 | 2017 | 2019 | 2020 | 2022 |